# Legis actio sacramento in personam
Die Legis actio sacramento in personam war eine allgemeine Prozessform im altrömischen und vorklassischen Recht des Römischen Reichs. Sie konnte entweder in rem, also auf Herausgabe (unrechtmäßig) erlangten Besitzes, oder in personam – was hier dargestellt wird – gerichtet sein. Gemein war beiden Prozesstypen, dass die streitenden Parteien in einem Tempel oder an einem sonstigen heiligen Ort (in sacro) eine beträchtliche Geldsumme, ein sacramentum, zu hinterlegen hatten. Das sacramentum hatte die Funktion eines religiösen Wetteinsatzes, wobei derjenige, der im Prozess unterlag, auch seinen gesetzten Geldbetrag verlor und zwar in publicum (an den Tempelschatz des Staates). Die Entscheidung lag beim Richter.
Mit der legis actio sacramento in personam wandte sich der Kläger gegen die Person des Beklagten selbst, um dessen Haftung feststellen zu lassen. Damit lässt sich gegenüber in rem abgrenzen, denn hier wurden Sachansprüche geltend gemacht. Eine persönliche Haftung des Beklagten konnte daraus resultieren, dass dieser eine Verpflichtung nicht erfüllt hat, auf die der Kläger einen Anspruch hatte. Sie konnte sich aber auch aus einer schadensersatzpflichtigen Rechtsverletzung (iniuria) ergeben, oder aus einem Delikt, in ältester Zeit zumeist Diebstahl, soweit sich das römische Rechtsinstitut des furtum damit vergleichen lässt. Es wird nicht davon ausgegangen, dass der Klaggrund anzugeben war, allerdings musste die „Forderung“ aus dem Schuldverhältnis seiner Höhe nach bestimmt sein (certa pecunia), für „Sachen“ (certa res) galt bezüglich der Bestimmtheit Entsprechendes. Der Streitwert (Wettsumme) belief sich in decemviraler Zeit auf 50 oder 500 As, abhängig vom Wert des Streitobjekts, der entweder unter oder über 1000 As lag. Obsiegte der Kläger, konnte er gegen den Beklagten die Personalexekution (Schuldknechtschaft) mittels der legis actio per manus iniectionem zwangsvollstrecken. 
Beschrieben hatte die Prozesse eingehender der hochklassische Jurist Gaius in seinen Institutionen. Die Legisaktion ist zwar daraus abgeschrieben worden und in das Veroneser Palimpsest im frühen 7. Jahrhundert eingegangen, allerdings liegen daraus nur noch in Bruchstücken vor, die es erschweren, den Ritus ist in seinem Umfang nachzuzeichnen.